# Boussès
Boussès (okzitanisch: Bossés) ist eine französische Gemeinde mit 41 Einwohnern (Stand: 1. Januar 2022) im Département Lot-et-Garonne in der Region Nouvelle-Aquitaine (vor 2016: Aquitanien). Sie gehört zum Arrondissement Nérac und zum Kanton Les Forêts de Gascogne. Die Einwohner werden Boussesins genannt.

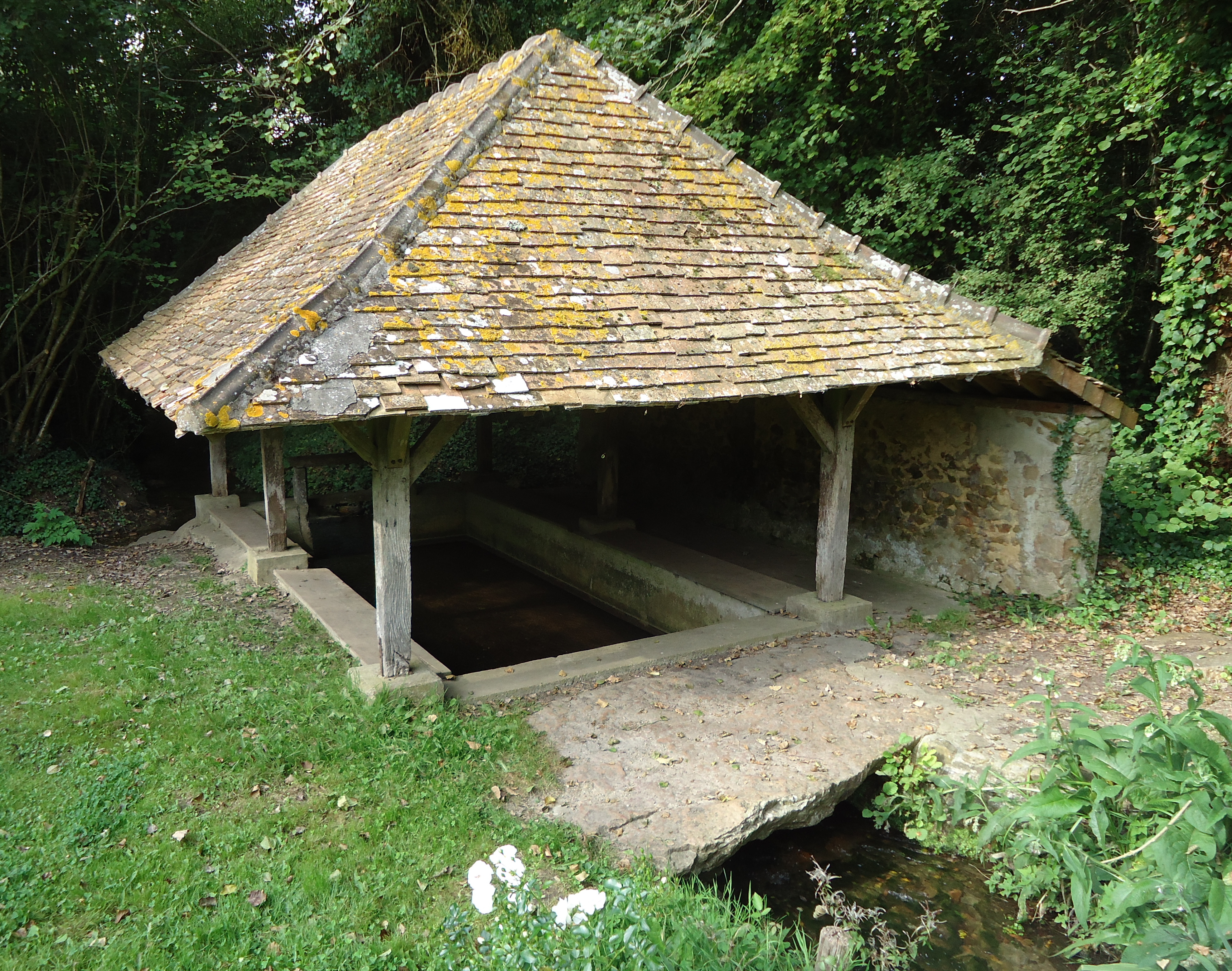
Waschhaus

## Geografie
Boussès liegt etwa 42 Kilometer westsüdwestlich von Agen. Umgeben wird Boussès von den Nachbargemeinden Houeillès im Nordwesten und Norden, Fargues-sur-Ourbise im Nordosten, Durance im Osten, Arx im Süden sowie Lubbon im Südwesten und Westen.

## Bevölkerungsentwicklung
| Jahr                       | 1962 | 1968 | 1975 | 1982 | 1990 | 1999 | 2006 | 2018 |
| Einwohner                  | 108  | 99   | 66   | 57   | 46   | 41   | 41   | 37   |
| Quellen: Cassini und INSEE |      |      |      |      |      |      |      |      |

## Sehenswürdigkeiten
- Kirche Saint-Loup